# Zwergschnepfe

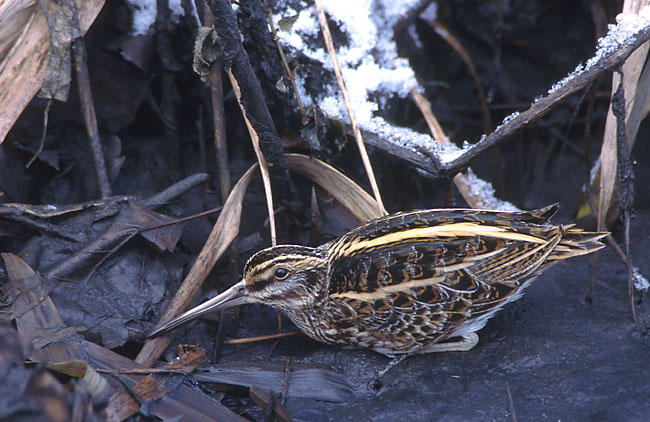
Die Zwergschnepfe überwintert vielerorts an Gewässern in Mitteleuropa, wird aber aufgrund ihrer guten Tarnung oft übersehen.

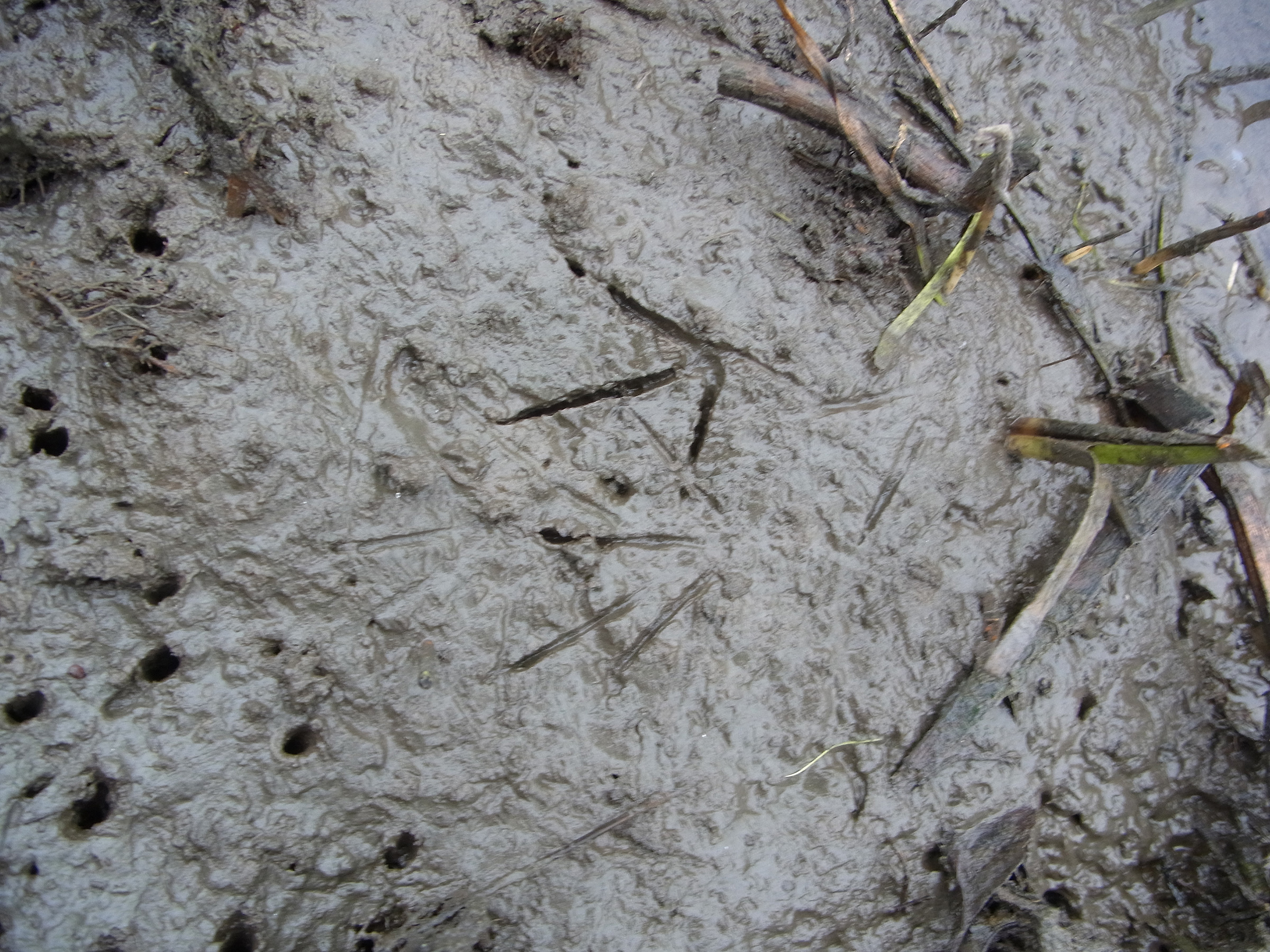
Fußspuren und Stocherlöcher

Ausdrucksflug einer Zwergschnepfe über dem Brutrevier (schematische Darstellung): 1) Steigflug vom Boden aus, 2) Abwärtsgleiten, 3) Aufwärtsgleiten, 4) horizontaler Gleitflug, 5) Flug in kurzen Wellen, gelbgrün: Dauer der Balzstrophe

Die Zwergschnepfe (Lymnocryptes minimus) ist eine sehr kleine Vogelart aus der Familie der Schnepfenvögel (Scolopacidae). Sie ist die einzige Art der Gattung Lymnocryptes. Ihre geschlossene Brutverbreitung reicht vom Nordosten Fennoskandiens und dem nordwestlichen Russland durch die Taigazone bis in den Osten Sibiriens. Sie brütet dort in offenen Sümpfen, Flussauen und Mooren. Zerstreute Brutvorkommen gibt es auch schon im Südwesten Skandinaviens und im östlichen Mitteleuropa, wo die Art vermutlich bis ins 19. Jahrhundert noch weiter verbreitet vorkam.
Die Zwergschnepfe ist ein Zugvogel, der zwischen September und November südwärts zieht und von Mittel- und Westeuropa südwärts bis in die Tropen überwintert. Die Rückkehr in die Brutgebiete erfolgt zwischen April und Mai. Europa wird auf dem Zug in breiter Front überquert und einzelne Durchzügler oder Überwinterer sind in geeigneten Habitaten überall auch an sehr kleinen Gewässern zu finden. Sie werden jedoch aufgrund ihrer guten Tarnung und der versteckten Lebensweise oft übersehen.

## Beschreibung
Die Zwergschnepfe ist mit 17 bis 19 cm Körperlänge, von der 36 bis 43 mm auf den Schnabel entfallen, deutlich kleiner als eine Bekassine und in der Größe etwa mit einer Feldlerche vergleichbar. Sie ist weltweit die kleinste der im engeren Sinne als „Schnepfen“ bezeichneten Arten. Das Gewicht liegt meist zwischen 35 und 73 g mit Extremwerten zwischen 28 und 106 g. Die Flügelspannweite beträgt zwischen 34 und 42 cm. Männchen und Weibchen unterscheiden sich äußerlich nicht, doch weist das Männchen in vielen Merkmalen größere Durchschnittswerte auf. Beim Weibchen ist hingegen der Schnabel durchschnittlich länger.
Bei adulten Vögeln ist der Scheitel, der mit einem spitzen Winkel an der Oberschnabelbasis beginnt und in den Nacken reicht, glänzend schwarzbraun mit hellerer Fleckung. Der breite, hellgelbe Überaugenstreif reicht bis zur Augenmitte herab und schließt einen schmaleren, schwärzlichen Strich über dem Auge komplett ein. Ein schwarzer Augenstreif beginnt vor dem Auge als sehr breiter Zügel und setzt sich hinter dem Auge, das recht weit hinten an den Kopfseiten sitzt, schmaler fort und läuft in einen größeren, dunklen Fleck auf den Ohrdecken. Über die unteren Kopfseiten, die wie Kinn und Kehle weißlich beige sind, verläuft längs ein diffuser Wangenstreif. Hals, Brust und vordere Flanken sind verwaschen bräunlich getönt mit kräftiger, dunkler Längsstrichelung an Halsseiten, mittlerer Halspartie, Brust und Flanken. Bauch und Unterschwanz sind weiß mit einigen mittig rötlichbraun gestreiften Unterschwanzdecken. Der Nacken ist fleckig braun-graubraun gefärbt und mit ebenfalls fleckig mit hellen Spitzensäumen durchsetzt. Der Rücken ist überwiegend schwarz mit grünem bis purpurfarbenem metallischen Glanz. Darüber verlaufen längs vier markant hervortretende, hell gelbliche Bänder, die durch die Säume der Außenfahnen gebildet werden. Die einzelnen Federn des Rückens, der Schultern und der Oberschwanzdecken sind rötlich braun gemustert und zeigen schmale, weißliche Spitzensäume. Die Hand- und Armschwingen sind dunkel bräunlich mit einem breiten, weißen Spitzensaum an den Armschwingen. Die innersten Armschwingen sind auf der Außenfahne hell rostbraun mit schwarzer Fleckung. Die Großen Armdecken sind dunkel bräunlich mit weißlich hellem Spitzensaum. Die meisten Mittleren Armdecken sind im Zentrum schwarzbraun mit rostbraunem Subterminal- und schmalerem weißem Terminalsaum. Die inneren Mittleren und Kleinen Armdecken sind dunkelbraun mit weißlichem Saum und die dunkelbraunen Handdecken zeigen einen grünlichen Schimmer. Der Unterflügel und die Achselfeddern sind matt weißlich graubraun. Die Steuerfedern sind grau- bis schwarzbraun mit diffusen rostbraunen Flecken und Rändern. Das mittlere Paar ist intensiver gefärbt mit dunklem Zentrum und rostbraunen Rändern. Beine und Füße sind im Sommer graugrün und außerhalb der Brutzeit schmutzig gelb bis bräunlich fleischfarben mit grünlicheren Gelenken.
Unterarten oder eine geografische Variation werden nicht beschrieben.

### Gattungsmerkmale
Die Gattung Lymnocryptes ähnelt den Arten der Gattung Gallinago stark, weist aber einige anatomische Besonderheiten und Alleinstellungsmerkmale auf. Der Hinterrand des Brustbeins ist doppelt eingeschnitten und der Bau der Syrinx ist mindestens für die Charadriiformes einzigartig. Der Schnabel ist verhältnismäßig kurz und schmal mit hoher Basis und leicht löffelartig verbreiterter Spitze. Der Schwanz läuft nach hinten keilförmig zu und ist nicht gerundet wie bei den Bekassinen. Er weist zwölf Steuerfedern mit einem zugespitzten mittleren Paar auf. Die inneren Armschwingen sind zugespitzt und die Ellenbogenferdern sind stark verlängert, so dass sie fast die Spitze der äußeren Handschwingen erreichen. Ein weiteres – für die Scolopacidae einzigartiges – Merkmal ist der grünliche bis purpurne Metallglanz der Oberseitenfedern.

### Feldkennzeichen
Die Zwergschnepfe ähnelt der Bekassine und nahe verwandten Arten, ist aber im Feld an der kleineren und kurzschnäbligeren Gestalt zu erkennen, die auch im Flug auffällt. Ein heller Scheitelstreif auf der dunklen Kopfplatte fehlt und die dunklen Rückenpartien glänzen von nahem betrachtet metallisch grün. Der Schwanz läuft nach hinten keilförmig zu und ist nicht gerundet wie bei anderen Bekassinen. Die Strichelung der Flanken verläuft nicht quer, sondern längs und ist wesentlich reduzierter.
Im Unterschied zur Bekassine fliegt die Zwergschnepfe bei Annäherung eines Menschen nicht gleich auf, sondern drückt sich an den Boden, erstarrt und vertraut auf ihre erstaunlich gute Tarnung. Oft wird dabei der Kopf mit dem Schnabel an den Boden gedrückt und der Körper etwas nach hinten aufgerichtet. Die hellen Streifen auf dem Rücken werden dabei wirksamerweise parallel zu Schilf- oder Binsenhalmen ausgerichtet, so dass der Vogel sich optisch nahezu perfekt auflöst. Erst wenn man dem Vogel näher als drei oder fünf Meter kommt, fliegt er auf.
Ein Nachweis kann manchmal einfacher durch Fährten, Kotspuren, Stocherlöcher oder Federn erfolgen. Typischerweise befinden sich die Fußabdrücke einer Zwergschnepfe auf Nahrungssuche sehr dicht beieinander – sie berühren oder überlagern sich nahezu. Sie sind deutlich kleiner als die der Bekassine, wobei die Länge der mittleren Zehe zwischen 25 und 30 mm, die der Bekassine durchschnittlich 32 bis 39 mm beträgt.

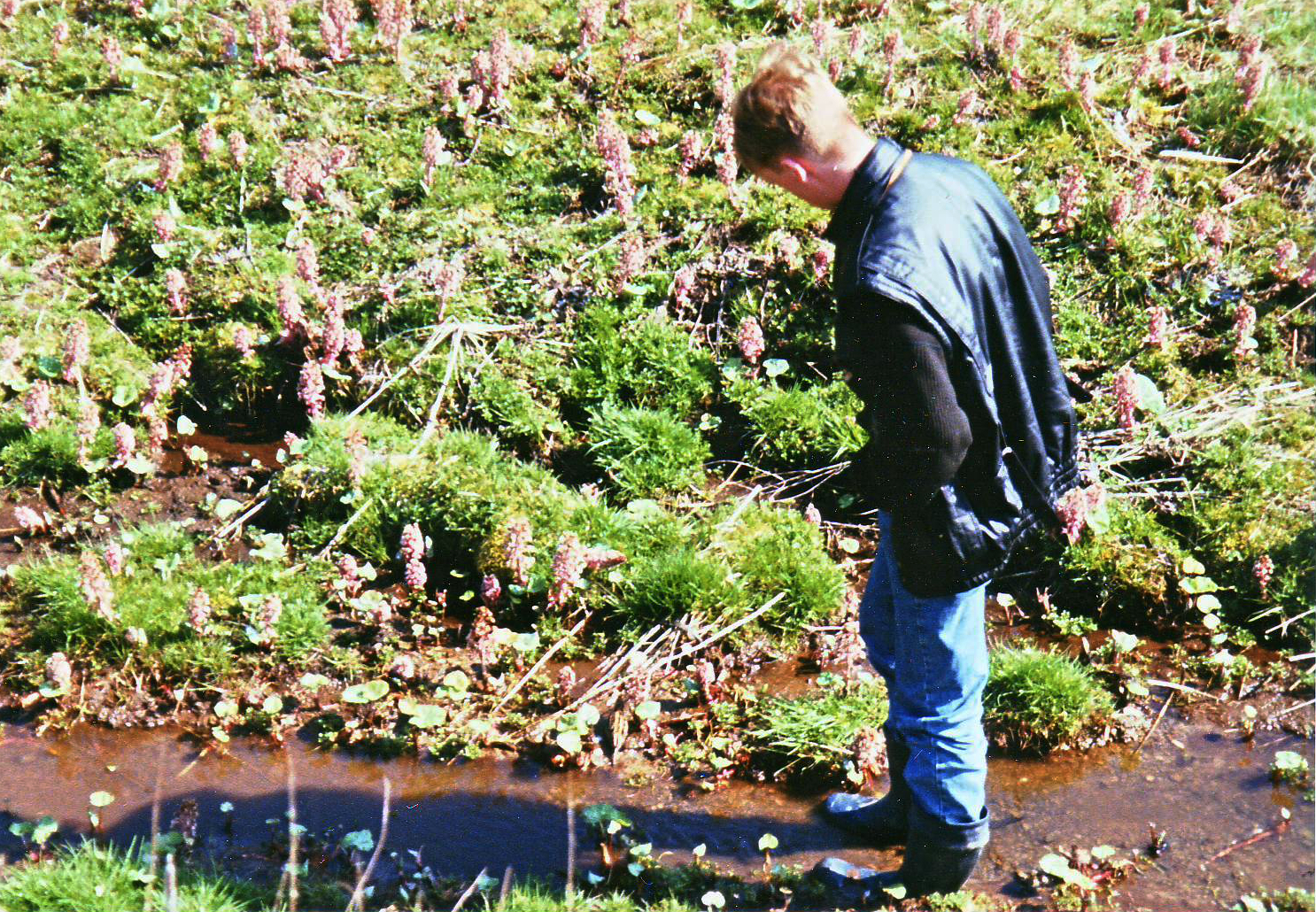
Zwergschnepfe direkt vor einem Mann im Naturschutzgebiet „Feuchtgrünland am Hengsbecker Bach“
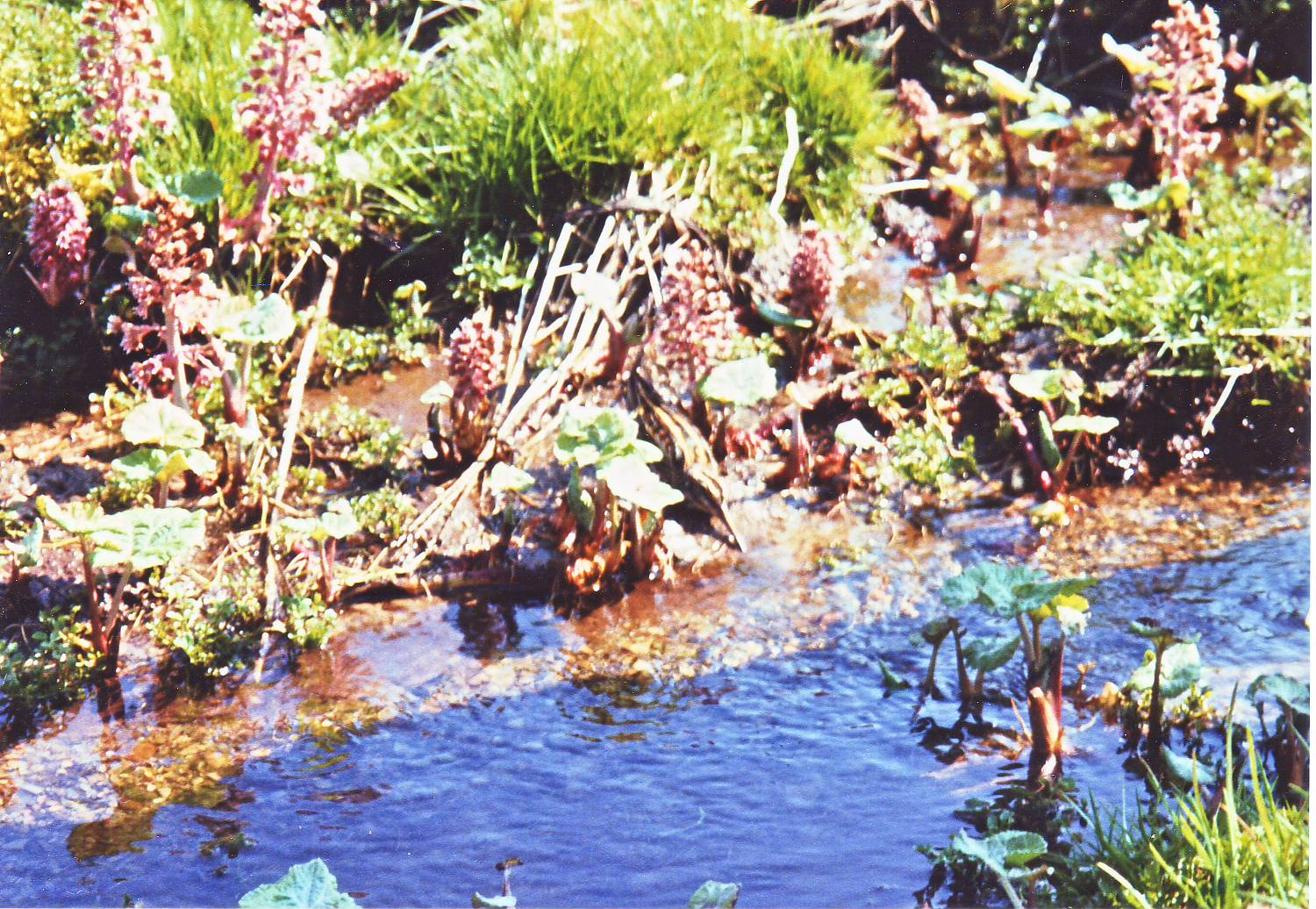
Derselbe Vogel in Vergrößerung
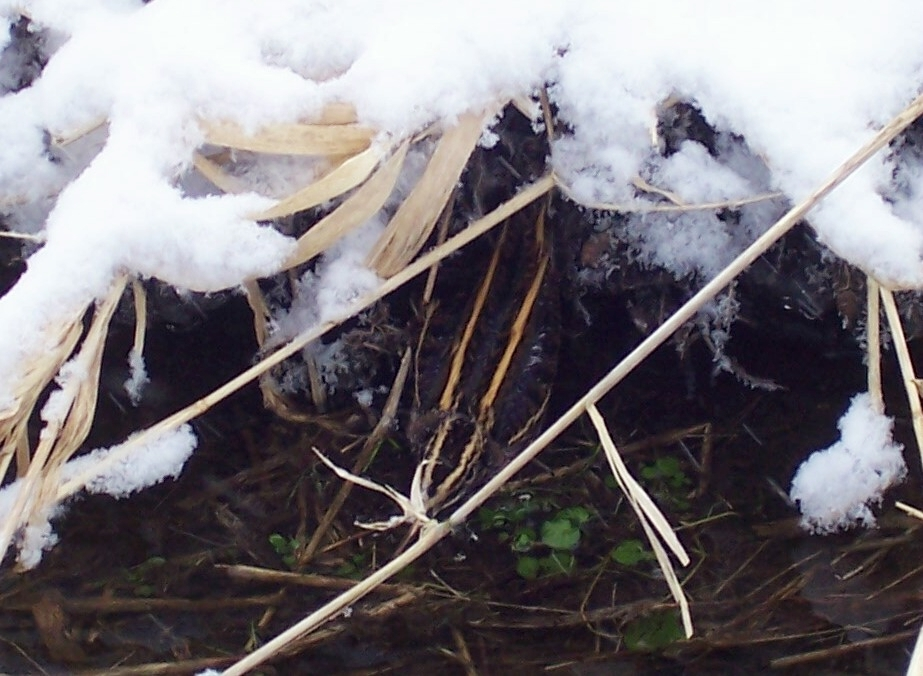
Zwergschnepfe, gut getarnt zwischen hellen Halmen

## Lautäußerungen
Zur Brutzeit vollführt die Zwergschnepfe über dem Revier Audrucksflüge mit Sturz- und Steigflugphasen, bei denen eine Reihe von Geräuschen zu vernehmen ist. Die Vögel fliegen zunächst vom Boden aus im 45–50 °-Winkel bis in eine Höhe von 50–60 m hinauf, dann eine gerade Strecke oder weite Kreise, um sich dann etwa in einem 45°-Winkel mit halb aufgespreizten Flügeln herabfallen zu lassen und schließlich in einem steilen Flug wieder aufwärts zu gleiten. Zunächst ist dabei ein regelmäßig klopfendes otok-otok-otok … zu vernehmen, dass etwa 5 Sekunden dauert, darauf folgt eine etwas schnellere Phase, die wie gedämpftes Pferdegetrappel klingt, etwa als logitokk-logitokk-logitokk… beschrieben wird und etwa 6 Sekunden dauert. Danach folgt ein hohes, pfeifendes Wirbeln von etwa 6 Sekunden Länge. Die Geräusche sind recht leise und nicht allzu weit zu hören.
Außerhalb der Brutzeit lassen aufgescheucht abfliegende oder verängstigte Vögel ein gedämpftes ätsch hören, das dem entsprechenden Ruf der Bekassine ähnelt, aber leiser ist. Im Unterschied zur Bekassine äußert die Zwergschnepfe diesen Laut eher selten. Von einem summenden, fast krähenähnlichen grrrr wird angenommen, dass es der Ruf des Weibchens ist.

## Verbreitung

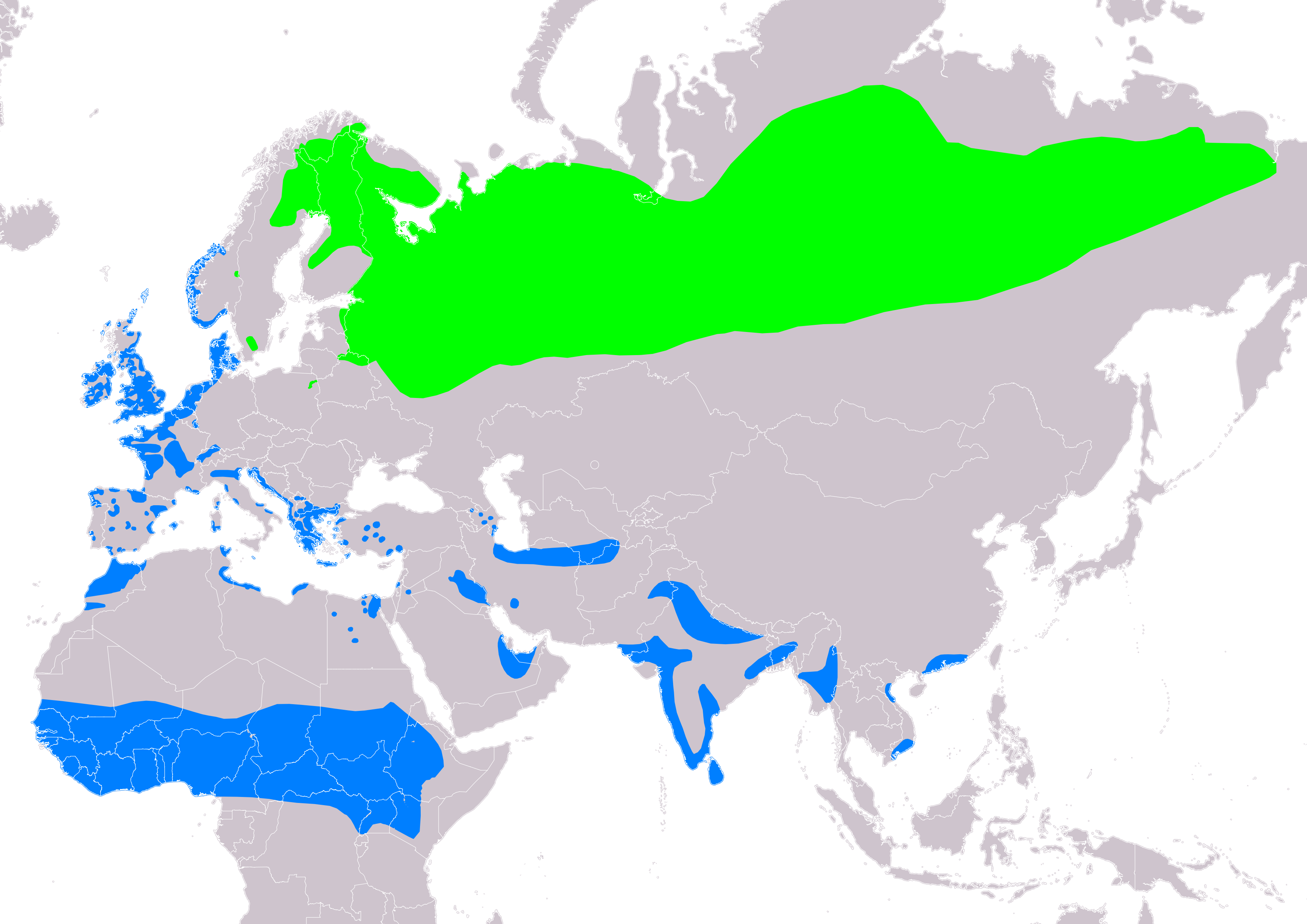
Verbreitung der Zwergschnepfe:
Brutgebiete
Überwinterungsgebiete

Die Brutverbreitung der Zwergschnepfe erstreckt sich durch die boreale Zone Eurasiens und ragt regional sowohl in die subboreale, als auch in die subpolare Zone hinein.
Die geschlossene Verbreitung reicht etwa vom nordöstlichen Fennoskandien und dem nordwestlichen Russland bis in den Osten Sibiriens. In Schweden umfasst sie vorwiegend die nordöstlichen Provinzen, in Norwegen Teile der Provinz Finnmark. In Finnland kommt die Art südlich bis 63°/64° N vor. Im Bereich des Weißen Meeres reicht das Areal nordwärts etwa bis zum Imandra und nach Schoina, südwärts bis zu den Solowezki-Inseln und zum Mesenbusen. Bis zum unteren Ob stellt etwa der Polarkreis die Nordgrenze dar, weiter östlich verläuft sie durch die Taimyrsenke zu den Seen bei Norilsk und schließlich zur Mündung des Chatanga. Östlich davon brütet die Art wohl nur noch in einer kleinen Enklave an der Kolymamündung. Die Südgrenze verläuft von Mittelfinnland über Moskau und das Gebiet der unteren Kama sowie etwa auf Höhe der Linie Tjumen – Tara – Tomsk.
Außerhalb dieser Verbreitung gibt es mehr oder weniger regelmäßige, meist kleine und isolierte Brutvorkommen im Süden Schwedens und Finnlands, in den Biebrzasümpfen in Polen, in Estland und Litauen sowie in Belarus, am oberen Dnjepr und an der Oka.

## Wanderungen
Die Zwergschnepfe ist ein Zugvogel, dessen Zugstrecke von sehr unterschiedlicher Länge sein kann. Überwinterungen gibt es bereits im Süden Norwegens und Schwedens. Von dort erstreckt sich das Überwinterungsgebiet über Westeuropa einschließlich der Britischen Inseln, den Mittelmeerraum und den Maghreb bis ins äquatoriale Afrika. Hier reicht es südwärts bis zum Golf von Guinea sowie durch Kamerun und den Norden des Kongobeckens nach Kenia. Wenige Nachweise erfolgen auch weiter südlich. In Asien reicht das Winterareal über die Türkei und den Nahen Osten bis zum Persischen Golf und nordwärts bis zum Kaspischen Meer sowie über große Teile des Indischen Subkontinents und bis nach Vietnam und ins südöstliche China. Winternachweise liegen auch von Island vor.
Nord- und Nordosteuropäische Vögel ziehen offenbar in breiter Front südwestwärts über Europa. Die sibirischen Populationen überwintern vom östlichen Afrika bis Asien. Offenbar zeigt die Art eine hohe Ortstreue in den Überwinterungsgebieten und zu traditionellen Rastplätzen. Wie sich die Winterbestände zahlenmäßig verteilen, ist weitgehend unbekannt. Hohe Konzentrationen gibt es vermutlich in Südwesteuropa, im Maghreb, in den Ländern des Nils und in Vorderasien.
Der Wegzug aus den Brutgebieten erfolgt nach der Mauser im August und September. In den Überwinterungsquartieren trifft die Art meist ab Oktober, in den Tropen erst ab November ein. In Mitteleuropa gibt es erste Nachweis ab Ende September und das Zuggeschehen erreicht im Oktober seinen Höhepunkt. Der Heimzug erfolgt ab März und April, die Ankunft in den Brutgebieten zwischen Mitte April und Mitte Mai, beziehungsweise bis Ende Mai in Sibirien.
Als Irrgast wurde die Art im nordwestlichen Nordamerika, auf Barbados, den Azoren und Kapverden, auf Madeira, Jan Mayen und der Bäreninsel nachgewiesen. In Afrika gab es einzelne Nachweis auch südlich der Winterverbreitung und auf den Seychellen. Im asiatischen Raum reichen die Ausnahmenachweise bis nach Japan, Korea, Taiwan und auf die Philippinen. Ein möglicher Nachweis liegt zudem aus Brunei vor.

## Lebensraum
Die Zwergschnepfe brütet in morastigen Sümpfen, Flussniederungen mit nassen Wiesen oder Übergangsmooren. Bevorzugt wird eine Vegetation mit Bülten und Zwergsträuchern, aber auch Schachtelhalmfluren oder Moore mit Torfmoosen werden angenommen. Gelegentlich ist die Art auch in sumpfigen Bruchwäldern, an Seeufern oder Sümpfen der Meeresküste brütend anzutreffen.
Auf dem Zug wird eine Vielzahl ähnlicher Lebensräume angenommen. Dies können feuchte oder staunasse Wiesen, Flachmoore, schlammige Ufer und Verlandungszonen, Rieselfelder oder Klärteiche oder auch sehr feuchte Ruderalflächen sein. Auch an Entwässerungsgräben oder Flussufern, an Fischteichen oder auf nassen Äckern oder Geröllfeldern ist die Art gelegentlich zu finden, sofern Deckung in lockerer Vegetation und schlammige Flächen zur Nahrungssuche vorhanden sind. Bisweilen handelt es sich hierbei um Ausweichbiotope nach Störungen oder wenn keine anderen geeigneten Flächen verfügbar sind. Es reichen teils wenige Quadratmeter große Stellen aus.

## Ernährung
Die Zwergschnepfe ernährt sich von Insekten und deren Larven, Ringelwürmern, kleinen Wasser- oder Landschnecken sowie gelegentlich von Sämereien oder anderen Pflanzenteilen. Die Nahrung wird zumeist stochernd in weichem Schlamm gesucht, wobei der Schnabel senkrecht eingestochen und der Körper oft typischerweise rhythmisch auf- und abbewegt wird. Bisweilen wird die Nahrung auch von der Oberfläche aufgepickt. Die Nahrungssuche erfolgt meist in der Dämmerung oder bei Nacht sowie einzeln oder seltener in kleinen Verbänden von bis zu fünf Vögeln.

## Fortpflanzung

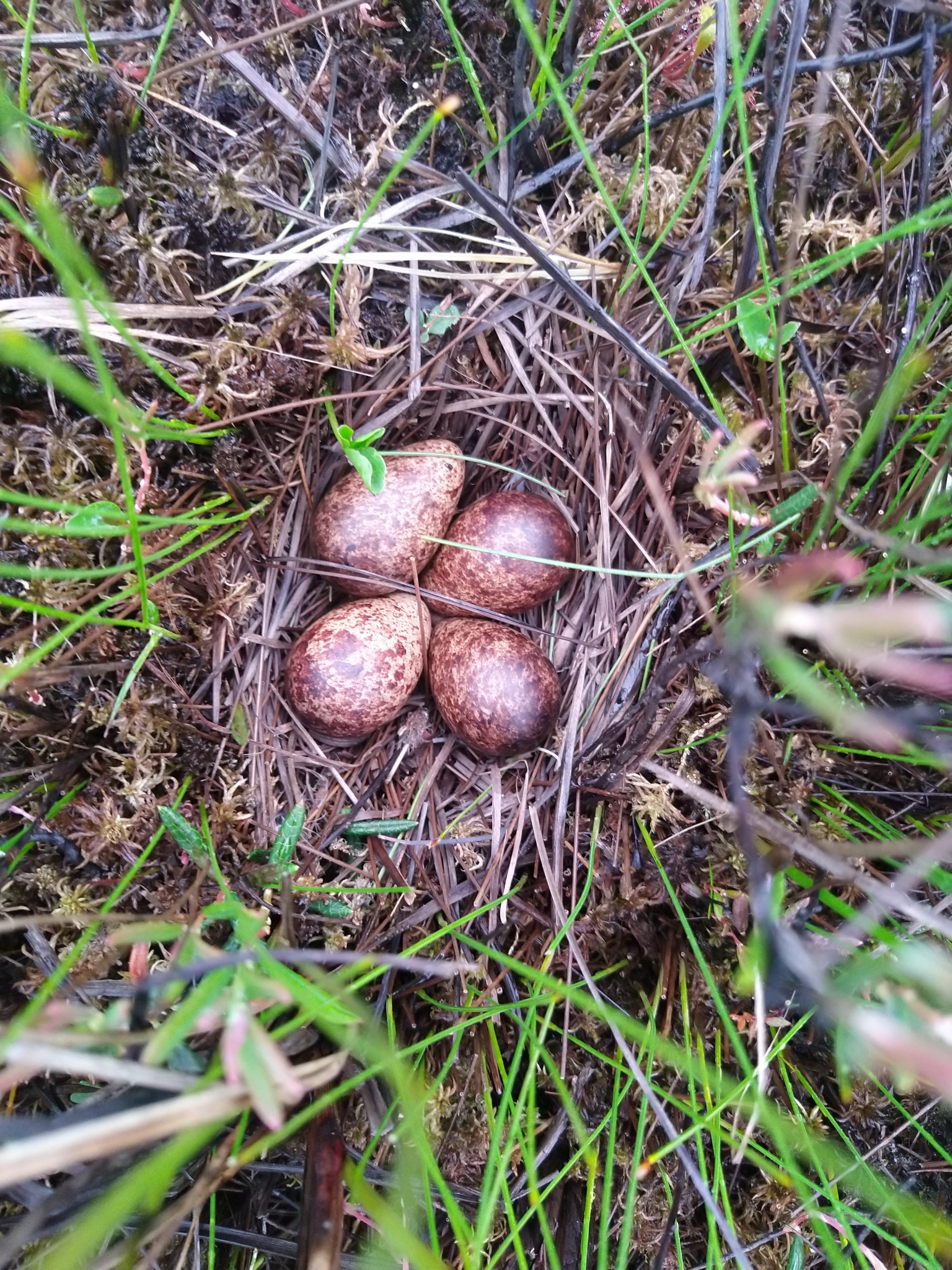
Gelege der Zwergschnepfe

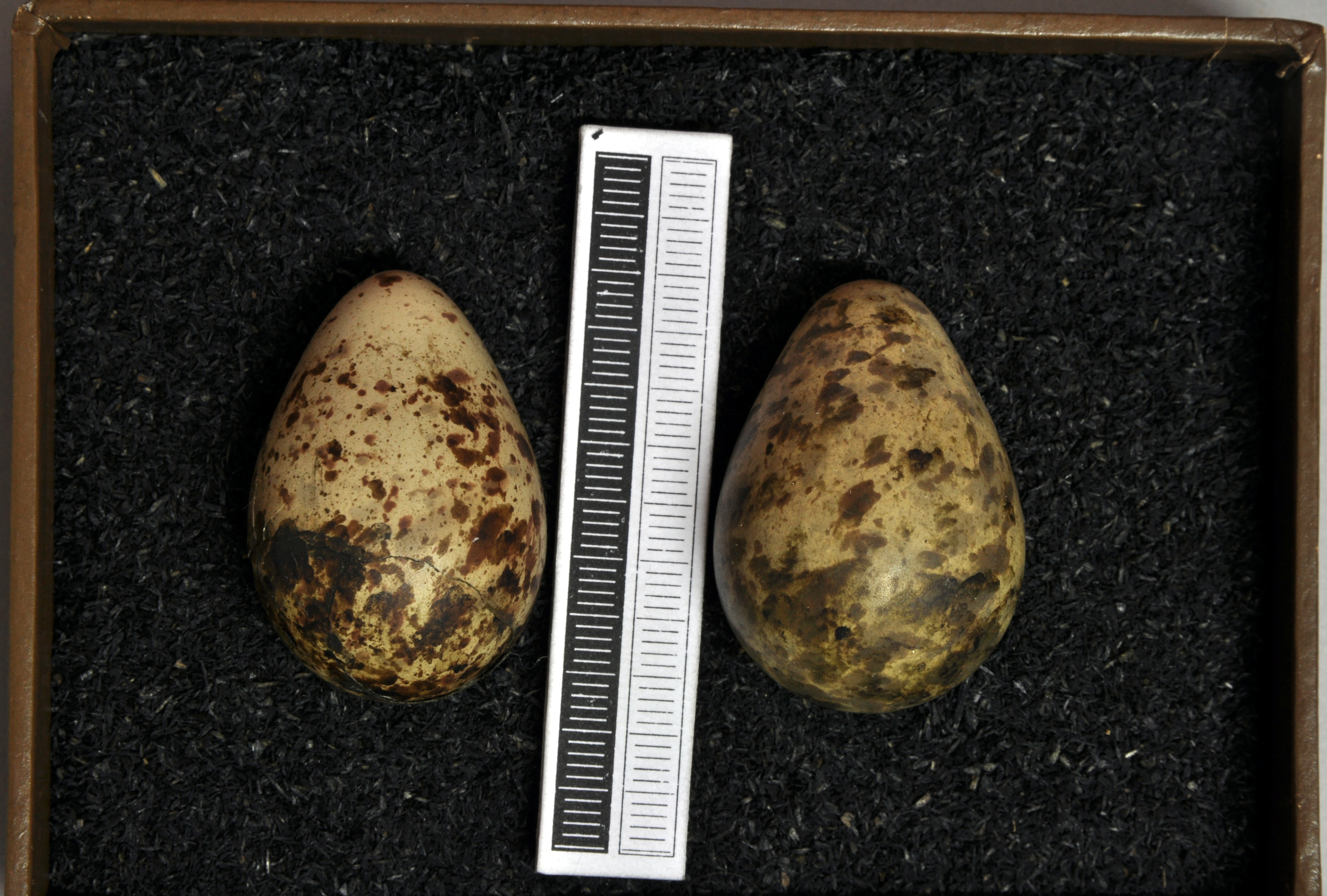
Eier einer Zwergschnepfe

Die Zwergschnepfe führt vermutlich eine monogame Saisonehe. Die Brutzeit liegt zwischen Mai und Anfang September. Möglicherweise gibt es bisweilen zwei Jahresbruten.
Paarbildung und Balz erfolgen kurz nach der Ankunft im Brutgebiet. Die Männchen besetzen recht große Revier von bis zu 20 Hektar und führen einen recht komplizierten Ausdrucksflug aus (siehe unter „Lautäußerungen“). Dieser kann manchmal bereits im April auf dem Zug beobachtet werden. Die Balzaktivität beschränkt sich meist auf die Morgen- und Abendstunden. Seltener finden Balzflüge auch am Tag statt, aber für gewöhnlich nie im hellen Sonnenlicht.
Das Nest wird auf sehr feuchtem bis nassem Untergrund gebaut, manchmal aber auch an trockeneren Stellen auf Bulten oder an Zwergsträuchern. Es handelt sich um eine bis zu 5 cm tiefe Mulde, die spärlich mit Grashalmen, Blättchen oder Schachtelhalmen ausgekleidet wird. Manchmal wird es durch darüberhängende oder -stehende Pflanzen gut verdeckt. Das Gelege besteht aus vier, seltener drei Eiern, die auf sandgelbem bis nussbraunem Grund dunkel kastanienfarben bis sepiafarben gesprenkelt sind. Sie sind durchschnittlich etwa 38,6 × 27,4 mm groß. Die Bebrütung dauert zwischen 21 und 24 Tagen. Vermutlich brütet nur das Weibchen. Es beteiligen sich jedoch beide Partner an der Jungenaufzucht. Ältere Junge werden oft vom Männchen geführt. Nach 19 bis 20 Tagen sind die Jungen selbstständig.